# 高畑幸
高畑 幸（たかはた さち、1969年1月 - ）は、日本の社会学者。専門は、都市社会学・都市エスニシティ・国際移動論・在日外国人問題。学位は、博士（文学）（大阪市立大学・2006年）。静岡県立大学大学院国際関係学研究科・国際関係学部教授。
広島国際学院大学現代社会学部講師、広島国際学院大学現代社会学部准教授などを歴任した。

## 来歴

### 生い立ち
1969年生まれ。大阪外国語大学に入学し、外国語学部の英語学科にて学んだ。1991年に大阪外国語大学を卒業すると、そのまま同大学の大学院に進学し、外国語学研究科の南アジア語学専攻にて学んだ。1994年、大阪外国語大学大学院の修士課程を修了した。翌年より、母校である大阪外国語大学にて講師を非常勤で務めた。その傍ら、同時に大阪市立大学の大学院に進学し、文学研究科の社会学専攻にて学んだ。2001年に、大阪市立大学大学院の後期博士課程を修了した。同年より、日本学術振興会の特別研究員も務めた。また、2006年に、大阪市立大学より博士（文学）の学位を取得した。

### 研究者として
2006年に広島国際学院大学に採用され、現代社会学部の講師を専任で務めることとなった。その後、2010年に同大学の現代社会学部にて准教授に昇任した。翌年、静岡県立大学に転じ、国際関係学部の准教授に就任し（2018年、教授に昇格）、国際関係学科の講義を担当している。また、静岡県立大学の大学院では国際関係学研究科の教授も兼務して、国際関係学専攻の講義を担当している。

## 研究
専門は社会学であり、特に都市社会学や都市エスニシティ、国際移動論、在日外国人問題といった分野を研究している。地域社会における多文化共生について、その社会的な条件などについての調査・研究に取り組んでいる。また、移民の流入と統合の過程について、社会学的な視点からの研究に取り組んでいる。具体的には、在日韓国・朝鮮人、在日ブラジル人、在日フィリピン人などを取り上げた研究を発表している。特に、介護者としての在日フィリピン人を取り上げた研究は評価され、社会調査協会より『社会と調査』賞が授与されている。また、2019年度の教員活動評価にて特に高く評価され、2020年に静岡県立大学学長表彰を受けた。2025年、『在日フィリピン人社会』により第41回「大平正芳記念賞」を受賞。
学会としては、日本社会学会、日本都市社会学会、関西社会学会、西日本社会学会、日本社会分析学会、日本移民学会、日本スポーツ社会学会などに所属している。日本都市社会学会では、国際交流委員会の委員を務めた。

## 略歴
- 1991年3月 - 大阪外国語大学外国語学部卒業。
- 1994年3月 - 大阪外国語大学大学院外国語学研究科修士課程修了。
- 1995年4月 - 大阪外国語大学外国語学部講師（2006年3月まで）。
- 2001年3月 - 大阪市立大学大学院文学研究科後期博士課程修了。
- 2001年4月 - 日本学術振興会特別研究員（2004年3月まで）。
- 2006年4月 - 広島国際学院大学現代社会学部講師。
- 2010年4月 - 広島国際学院大学現代社会学部准教授。
- 2011年4月 - 静岡県立大学大学院国際関係学研究科・国際関係学部准教授。
- 2018年10月 - 静岡県立大学大学院国際関係学研究科・国際関係学部教授[2]。

## 賞歴
- 2011年 - 『社会と調査』賞。
- 2020年 - 静岡県立大学学長表彰[11]。
- 2025年 - 第41回「大平正芳記念賞」。

## 著作

### 単著
- 『在日フィリピン人社会 - 1980～2020年代の結婚移民と日系人』（名古屋大学出版会） 2024年 ISBN 9784815811532

### 共著
- 『国際婚外子と子どもの人権 - フロリダ、ダイスケ母子の軌跡』（今西富幸ほか、明石書店） 1996年 ISBN 4750308072
- 『フィリピノ語 - フィリピンを旅する』（澤田公伸, 高畑幸共著、三修社） 2002年 ISBN 4384020724
- 『フィリピンを旅する会話 - 写真対応』（澤田公伸, 高畑幸共著、大山正直監修、三修社） 2004年 ISBN 4384034156

### 分担執筆
- 『スポーツで読むアジア』（平井肇編、世界思想社） 2000年 ISBN 4790708373
- 『外国人労働者の人権と地域社会 - 日本の現状と市民の意識・活動』（鐘ケ江晴彦編著、明石書店） 2001年 ISBN 475031451X
- 『民族関係における結合と分離 - 社会的メカニズムを解明する』（谷富夫編著、ミネルヴァ書房） 2002年 ISBN 4623035700
- 『移民の居住と生活』（石井由香編著、明石書店） 2003年 ISBN 4750317608
- 『多みんぞくニホン - 在日外国人のくらし』（庄司博史編著、国立民族学博物館編、千里文化財団） 2004年 ISBN 4915606546
- 『事典日本の多言語社会』（真田信治, 庄司博史編、岩波書店） 2005年 ISBN 4000803050
- 『もっと知ろう!! わたしたちの隣人 - ニューカマー外国人と日本社会』（加藤剛編、世界思想社） 2010年 ISBN 9784790714590
- 『よくわかる質的社会調査 プロセス編』（谷富夫, 山本努編著、ミネルヴァ書房） 2010年 ISBN 4623035700
- 『都市の歴史的形成と文化創造力』（大阪市立大学都市文化研究センター編、清文堂出版） 2011年 ISBN 9784792409425
- 『移民のヨーロッパ - 国際比較の視点から』（竹沢尚一郎編著、明石書店） 2011年 ISBN 9784623058440
- 『地図でみる日本の外国人』（石川義孝編、ナカニシヤ出版） 2011年 ISBN 9784779505478
- 『移住労働と世界的経済危機』（駒井洋監修、明石純一編著、明石書店） 2011年 ISBN 9784750334608
- 『日本のエスニック・ビジネス - Ethnic Businesses in Japan』（樋口直人編、世界思想社） 2012年 ISBN 9784790715535

## 翻訳
- 『フィリピン女性エンターティナーの世界』（マリア・ロザリオ・ピケロ・バレスカス著、小森恵ほか訳、明石書店） 1994年 ISBN 4750306150
- 『フィリピン家族法』（J.N.ノリエド著、奥田安弘, 高畑幸訳、明石書店） 2002年 ISBN 475031613X
- 『フィリピン家族法』2版（J.N.ノリエド著、奥田安弘, 高畑幸訳、明石書店） 2007年 ISBN 9784750325705
- 『移住・移民の世界地図』（Russell Kingほか著、竹沢尚一郎, 稲葉奈々子, 高畑幸共訳、丸善出版） 2011年 ISBN 9784621084502

## 関連人物
- 奥田安弘
- 加藤剛 (東南アジア研究者)
- 真田信治
- 庄司博史
- 竹沢尚一郎
- 平井肇